# Вільям де Асеведо Фуртадо
Вільям де Асеведо Фуртадо (порт. William de Asevedo Furtado, нар. 3 квітня 1995, Пелотас) — бразильський футболіст, що виступає на позиції захисника. Відомий за виступами убразильському клубі «Інтернасьйонал» та німецькому клубі «Вольфсбург», а також олімпійській збірній Бразилії, у складі якої він став олімпійським чемпіоном на Олімпіаді в Ріо-де-Жанейро у 2016 році.

## Клубна кар'єра
Вільям де Асеведо народився 3 квітня 1995 року в місті Пелотас, і розпочав свою футбольну кар'єру в молодіжній команді клубу «Жувентуде» з міста Кашіас-ду-Сул. За рік молодий футболіст отримав запрошення приєднатися до молодіжної команди значно сильнішого клубу — «Інтернасьйонала» з Порту-Алегрі. Із молодіжною командою цього клубу Вільям став переможцем чемпіонату Бразилії для гравців до 20 років у 2013 році та переможцем Кубку Бразилії для футболістів до 20 років у 2014 році У кінці 2014 року Вільям отримав запрошення до основної команди клубу, із якою став чемпіоном Ліги Гаушу 2015 року та Рекопи Гаушу 2016 року. У квітні 2015 року продовжив контракт із «Інтернасьйоналем» до 2018 року..
Влітку 2017 року за п'ять мільйонів євро перейшов до німецького «Вольфсбурга».
Взимку 2021 до кінця сезону був орендований клубом «Шальке 04». На початку 2023 року Вільям повернувся на батьківщину, де став гравцем клубу «Крузейру».

## Виступи за збірні
У 2016 році Вільям де Асеведо Фуртадо отримав запрошення до олімпійської збірної Бразилії для виступів на домашніх для бразильців літніх Олімпійських іграх 2016 року. На Олімпіаді Вільям де Асеведо зіграв у трьох матчах — 4 серпня 2016 року проти збірної ПАР, 7 серпня проти збірної Іраку та 10 серпня проти збірної Данії. Разом із командою став олімпійським чемпіоном 2016 року.

## Титули і досягнення

### «Інтернасьйонал»
- Переможець Campeonato Brasileiro de Futebol Sub-20 — 2013.
- Володар Copa do Brasil Sub-20 — 2014
- Чемпіон Ліги Гаушу — 2016.
- Володар Рекопи Гаушу — 2016.

### Збірна Бразилії
- Олімпійський чемпіон (1):

2016